# Geumjeong-gu
Geumjeong-gu (koreanisch 금정구) ist einer der 16 Stadtteile von Busan und hat 243.535 Einwohner (Stand: 2019). Es handelt sich dabei um einen nordöstlichen und nach dem Gijang-gun und dem Gangseo-gu flächenmäßig drittgrößten Bezirk der Stadt. Der Bezirk grenzt im Uhrzeigersinn an die Stadtteile Gijang-gun, Haeundae-gu, Dongnae-gu und Buk-gu.

## Bezirke

Verwaltungseinheiten des Geumjeong-gu

Der Bezirk besteht aus 13 dong (Teilbezirke), wovon die meisten selbst unterteilt sind. Somit verfügt der Bezirk insgesamt über 17 dong.
- Bugok-1-dong
- Bugok-2-dong
- Bugok-3-dong
- Bugok-4-dong
- Cheongnyeongnopo-dong
- Geumsahoedong-dong
- Geumseong-dong
- Guseo-1-dong
- Guseo-2-dong
- Jangjeon-1-dong
- Jangjeon-2-dong
- Jangjeon-3-dong
- Namsan-dong
- Seo-1-dong
- Seo-2-dong
- Seo-3-dong
- Seondugu-dong

## Verwaltung
Als Bezirksbürgermeisterin amtiert Jeon Mi-yeong (정미영). Sie gehört der Deobureo-minju-Partei an.